# Marchaty
Marchaty – wieś w Polsce położona w województwie łódzkim, w powiecie rawskim, w gminie Biała Rawska.
Wieś wymieniana w 1449 r. jako Markwathi.
Występuje w opowiadaniu Władysława Kowalskiego „Chłopi z Marchat”.
W latach 1975–1998 miejscowość administracyjnie należała do województwa skierniewickiego.